# 马尾松
马尾松（学名：Pinus massoniana）亦稱青松、山松、枞松（广东、广西）、松柏或臺灣赤松，是松科松属的植物。

## 形态
常绿乔木，高可达40米；叶子细柔，2针一束；圆锥状卵形球果；种子有翅。

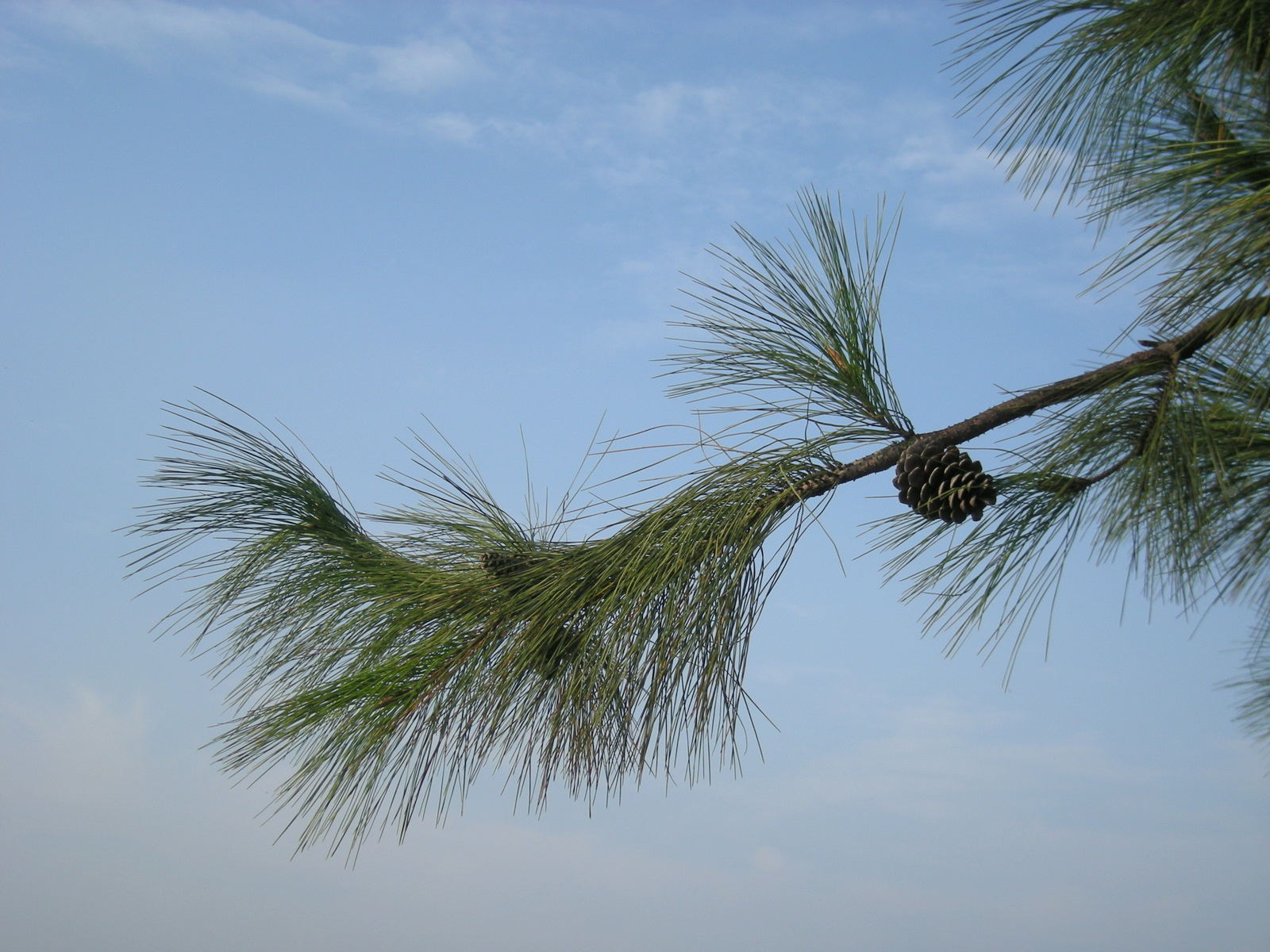
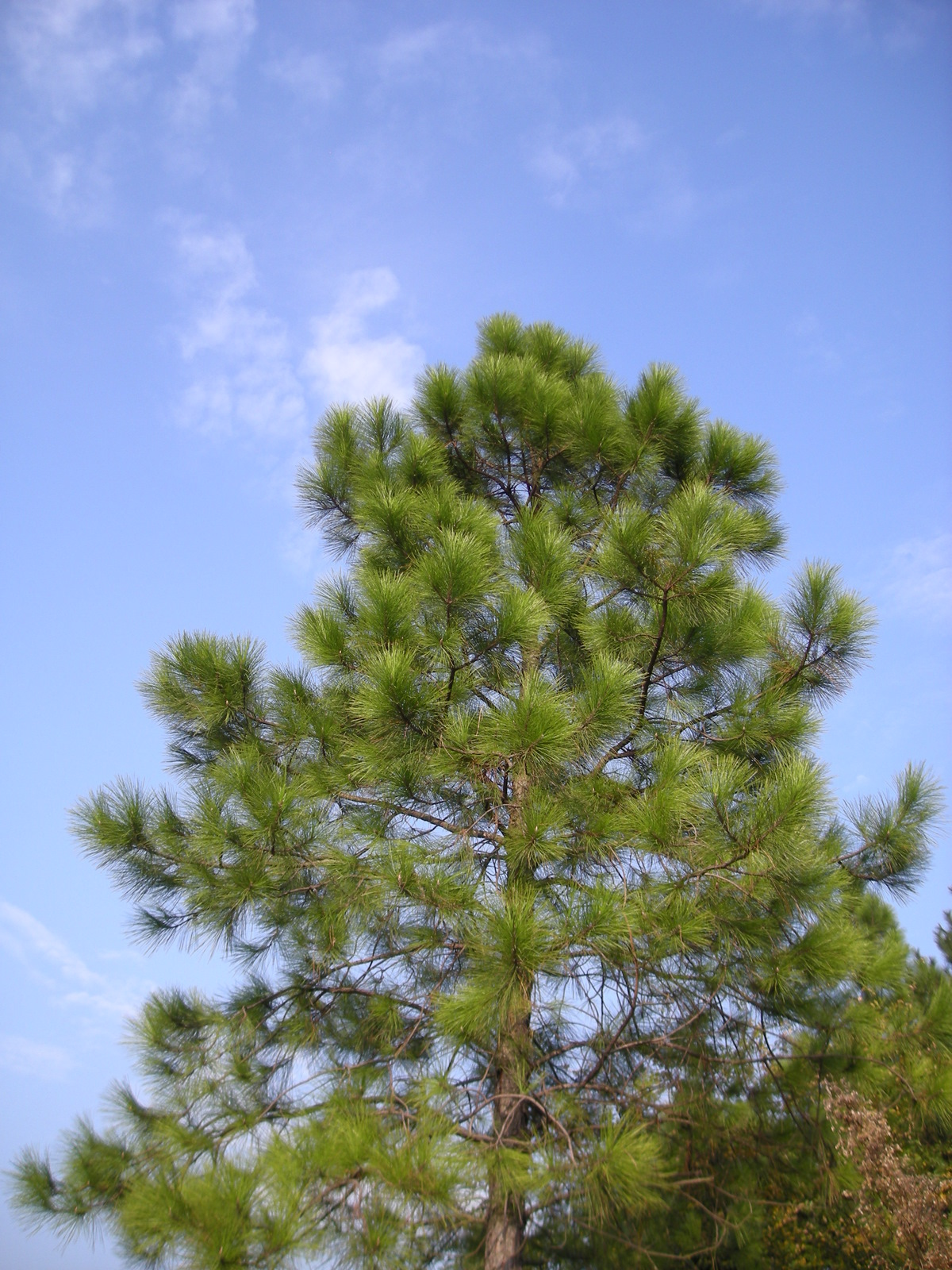
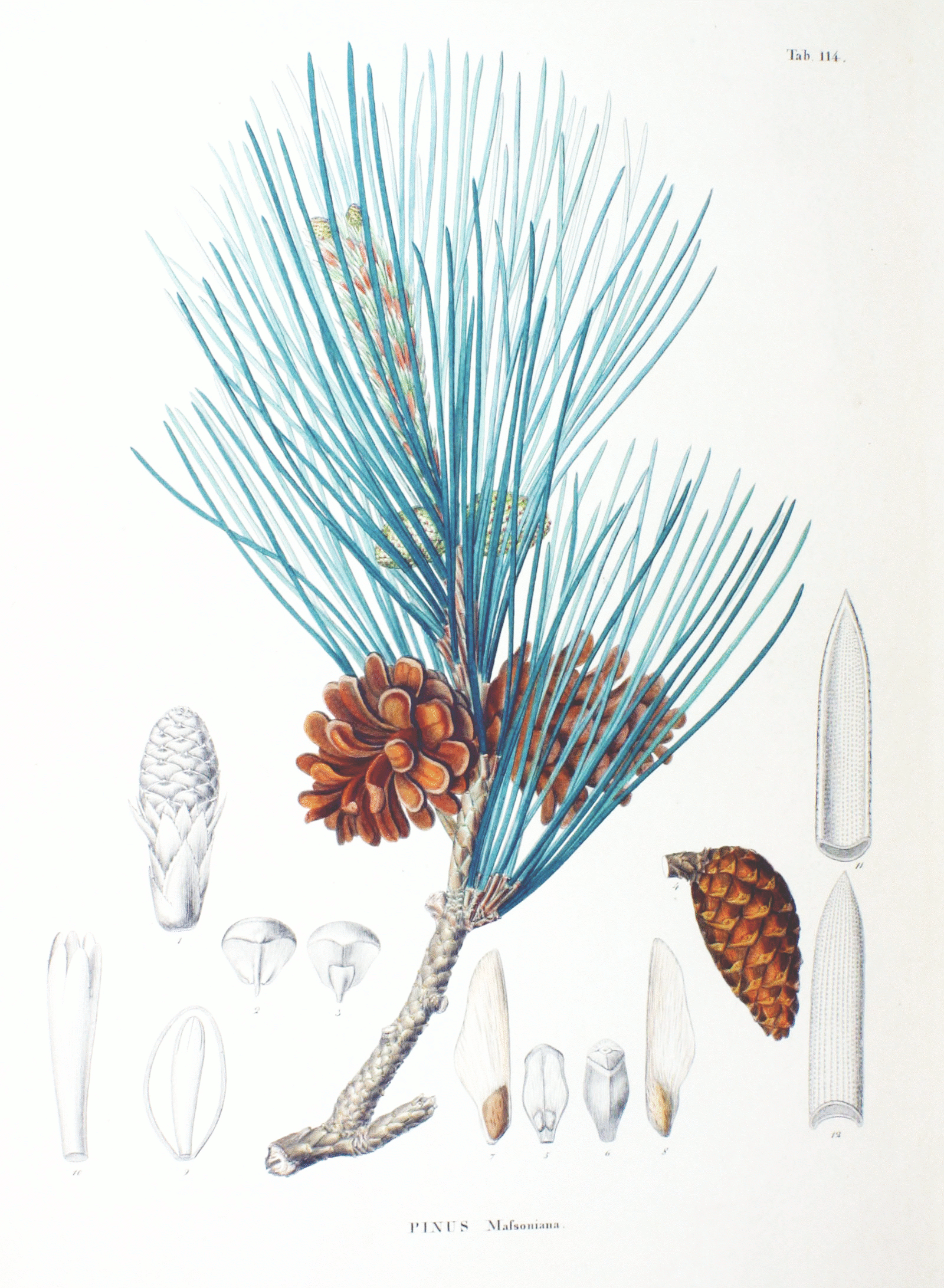

## 分布
分布于非洲南部、台灣以及中國大陸的秦嶺淮河以南地區，生長於海拔600公尺至1,500公尺的地區，常生於山地、丘陵，生長快、適應性強，目前已由人工引種栽培，常用作造林樹種。

## 變種
- Pinus massoniana Lamb. var. haianensis C. Y. Cheng ex W. C. Cheng et L. K. Fu
- Pinus massoniana Lamb. var. hingganensis Cheng et L. K. Fu
- Pinus massoniana Lamb. var. wulingensis C. J. Qi et Q. Z. Lin

## 外部連結
- 馬尾松 Maweisong （页面存档备份，存于） 藥用植物圖像資料庫 (香港浸會大學中醫藥學院) （中文）（英文）